# بیوکاتالیز

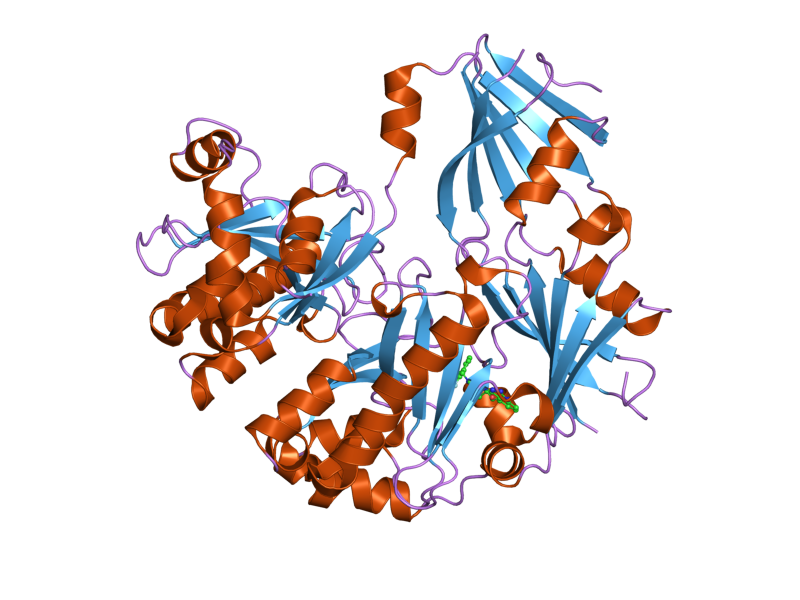
ساختار سه بعدی یک آنزیم. بیوکاتالیز از این ماکرومول‌های بیولوژیکی برای کاتالیز تحولات مولکول‌های کوچک استفاده می‌کند.

بیوکاتالیز به استفاده از سیستمهای زنده (بیولوژیکی) یا قطعات آنها برای تسریع واکنشهای شیمیایی اطلاق می‌شود. در فرایندهای بیوکاتالیستی، کاتالیزورهای طبیعی، مانند آنزیم‌ها، تحولات شیمیایی را روی ترکیبات آلی انجام می‌دهند. هر دو آنزیمی که کم و بیش جدا شده‌اند و آنزیم‌هایی که هنوز در سلول‌های زنده زندگی می‌کنند، برای این کار استفاده می‌شوند. بیوتکنولوژی مدرن، به‌طور خاص تکامل یافته، تولید آنزیم‌های اصلاح شده یا غیرطبیعی را ممکن ساخته‌است که امکان تولید آنزیم‌هایی را فراهم آورده‌است که می‌توانند تحولات مولکول‌های کوچک ناول را کاتالیز کنند که با استفاده از شیمی آلی مصنوعی کلاسیک ممکن است مشکل یا غیرممکن باشد. استفاده از آنزیم‌های طبیعی یا اصلاح شده برای انجام سنتز آلی، سنتز کموآنزیماتیک نامیده می‌شود. واکنش‌های انجام شده توسط آنزیم به عنوان واکنشهای کموآنزیماتیک طبقه‌بندی می‌شوند.

## تاریخ
بیوکاتالیز از قدیمی‌ترین تحولات شیمیایی شناخته شده برای انسان را شامل می‌شود، زیرا تاریخچه آبجوسازی در گذشته ثبت گردیده‌است. قدیمی‌ترین سوابق تولید حدود ۶۰۰۰ سال قدمت دارد و مربوط به سومری‌ها است.
به‌کارگیری آنزیم‌ها و سلول‌های کامل قرن هاست که برای بسیاری از صنایع مهم بوده‌است. بارزترین کاربرد در مشاغل غذایی و آشامیدنی بوده‌است که تولید شراب، آبجو، پنیر و غیره به اثرات میکروارگانیسم‌ها بستگی دارد.
بیش از صد سال پیش، بیوکاتالیز برای انجام تحولات شیمیایی در ترکیبات آلی غیرطبیعی انسان ساخته شده‌است، با این که در ۳۰ سال گذشته شاهد افزایش قابل توجه کاربرد بیوکاتالیز برای تولید مواد شیمیایی ریز، به ویژه برای صنایع داروسازی هستیم.
از آنجا که بیوکاتالیز به آنزیم‌ها و میکروارگانیسم‌ها می‌پردازد، از نظر تاریخی به‌طور جداگانه از «کاتالیز همگن» و «کاتالیز ناهمگن» طبقه‌بندی می‌شود. با این حال، از نظر مکانیکی، بیوکاتالیز صرفاً مورد ویژه ای از کاتالیز ناهمگن است.